# لهستان و سلاح‌های کشتار جمعی
شناخته شده نیست یا تصور نمی‌شود که لهستان دارای سلاح‌های کشتار جمعی باشد. در طول جنگ سرد، کلاهک‌های هسته‌ای شوروی در لهستان ذخیره شد و برای استقرار در ارتش خلق لهستان تعین شد. لهستان همچنین با روسیه برای کمک به از بین بردن ذخایر بزرگ سلاح‌های شیمیایی و بیولوژیکی توسعه یافته توسط کشورهای پیمان ورشو همکاری می‌کرد. لهستان پروتکل ژنو را در ۴ فوریه ۱۹۲۹ تصویب کرد

## سلاح‌های شیمیایی
لهستان کنوانسیون سلاح‌های شیمیایی را در اوت ۱۹۹۵ تصویب کرد و هیچ برنامه تهاجمی یا ذخایر سلاح‌های شیمیایی را اعلام نکرد. در سال ۲۰۰۴ در جریان اجلاس سران گروه ۸، توافق لهستان و روسیه در زمینه نابودی سلاح‌های شیمیایی به دست آمد. توافق تسلیحات شیمیایی به روسیه در دفع ذخایر لویزیت کمک خواهد کرد.

## سلاح‌های بیولوژیکی
لهستان کنوانسیون سلاح‌های بیولوژیکی (BWC) را در ۲۵ ژانویه ۱۹۷۳ تصویب کرد و مشخص نیست که هیچ فعالیتی را که توسط BWC ممنوع شده‌است انجام داده باشد.

## هسته‌ای

### برنامه تسلیحات هسته ای لهستانی[۲]
به غیر از کلاهک‌های شوروی که برای استقرار در ارتش لهستان در صورت جنگ با ناتو تعیین شده‌اند، اعتقاد بر این است که مقامات لهستانی تلاش کرده‌اند تا سلاح‌های هسته ای را به تنهایی توسعه دهند. در دهه ۱۹۷۰ گروهی از دانشمندان به سرپرستی سیلوستر کالیسکی بر روی شروع همجوشی هسته ای با استفاده از لیزرهای پرانرژی کار کردند. این پروژه بودجه قابل توجهی و همچنین حمایت شخصی دبیر اول حزب کارگر متحد حاکم لهستان، ادوارد گیئرک را دریافت کرد، که هدف نظامی بالقوه چنین ایده ای را تأیید کرد. این تحقیق پس از کشته شدن کالیسکی در تصادف رانندگی در سال ۱۹۷۸، که شرایط آن هنوز نامشخص است، کنار گذاشته شد.